# Homero Guaglianone
Pour les articles homonymes, voir Guaglianone.
Víctor Homero Guaglianone (né le 24 septembre 1937 à Montevideo en Uruguay) est un joueur international de football uruguayen, qui jouait en tant qu'attaquant.